# Objection (Tango)
Pour les articles homonymes, voir Objection.
Singles de Shakira
Underneath Your Clothes
(2002) The One
(2002)
Pistes de Laundry Service
Underneath Your Clothes
(1)
Objection (Tango) est une chanson enregistrée par la chanteuse et compositrice colombienne Shakira pour son cinquième album studio Laundry Service (2001). C'est le premier morceau que Shakira a enregistré en anglais après avoir été encouragée par la chanteuse américaine Gloria Estefan à enregistrer dans cette langue,. Elle a également produit le morceau avec Lester Mendez. Objection (Tango) combine des influences pop, rock, et tango, et est marquée de sonorités de bandonéon et de guitares. À travers les paroles de la chanson, Shakira souhaite sortir du triangle amoureux dont elle fait partie. Le morceau a été choisi comme troisième single de l'album le 6 juillet 2002. Une version espagnole du morceau, Te aviso, te anuncio (Tango), a également été enregistrée.
Objection (Tango) a été utilisé comme bande son d'une publicité Pepsi.

## Contexte
En 1998, Shakira publie son quatrième album studio ¿Dónde están los ladrones? qui devient alors un immense succès en Amérique latine et reçoit un grand nombre de récompenses dont des disques de platine dans un grand nombre de pays comme les États-Unis, l'Argentine, la Colombie, le Chili, le Mexique et l'Espagne. L'album a été comparé au travail de la chanteuse et compositrice canado-américaine Alanis Morissette et a fait une grosse percée dans le marché musical américain en restant onze semaines au sommet du classement Billboard Top Latin Albums. C'est devenu le premier album de Shakira à recevoir un disque de platine de la Recording Industry Association of America.  ¿Dónde están los ladrones? a engendré le premier single aux influences de musique arabe Ojos así, qui est devenu un tube et la « signature » de l'album.
La chanteuse américaine Gloria Estefan, dont le mari Emilio Estefan était le manager de Shakira à cette époque, a pensé que Shakira avait le potentiel pour se lancer dans l'industrie pop mondiale.
Pourtant, Shakira a été hésitante au départ car l'anglais n'était pas sa langue maternelle. Cependant, Gloria Estefan a proposé de traduire Ojos así en anglais de façon à lui montrer que la traduction se faisait sans problème. Shakira a alors commencé à traduire la chanson elle-même et a montré le résultat à Gloria Estefan qui lui a répondu « Honnêtement, je n'aurais pas fait mieux ! ». Alors que Shakira souhaitait avoir un contrôle total sur ses enregistrements, elle décide d'apprendre correctement l'anglais pour être capable d'écrire ses propres chansons. Souhaitant « trouver une façon d'exprimer ses idées et ses sentiments, ses histoires quotidiennes en anglais », Shakira achète un dictionnaire de rimes, commence à analyser les paroles des chansons de Bob Dylan, lit de la poésie et le travail d'auteurs comme Leonard Cohen et Walt Whitman, et prend des leçons particulières d'anglais,.
Objection (Tango) devient la première chanson écrite en anglais. Dans une interview avec Faze (un magazine canadien pour adolescents), elle explique sa façon de procéder pour écrire la chansons disant : « J'ai prié et demandé à Dieu de m'envoyer une bonne chanson aujourd'hui et je me souviens que j'ai commencé à écrire la chanson Objection (Tango) deux heures plus tard. J'ai écrit la musique et les paroles en même temps, et quand ça arrive c'est vraiment magique pour moi. » Shakira a également écrit et enregistré une version en espagnol du titre intitulée Te aviso, te anuncio (Tango).
Objection (Tango) est sorti en tant que troisième single de l'album Laundry Service sous forme d'un CD Single promotionnel le 6 juillet 2002. Un single disponible à la vente a été publié un peu plus tard (le 27 août 2002) avec en guise de Face B, le précédent single paru, Underneath Your Clothes.

## Composition
Objection (Tango) a été composée et écrite par Shakira et co-produite par elle-même et Lester Mendez. La chanson commence comme un tango classique avec des ressemblances à La cumparsita. La musique contient du piano, accompagnée par une contrebasse et un bandonéon. Cependant, quand la batterie commence, elle se rapporte plus à un morceau de rock latin, avec deux guitares électriques et des basses. Fait intéressant, le bandonéon (sur le off-beat) se transforme en un accordéon.
Le texte quant à lui est à la fois dramatique et humoristique et insiste sur une Shakira en colère ordonnant à son compagnon de choisir entre elle et une autre femme. Dans un couplet, Shakira affirme à son compagnon « Next to her cheap silicon I look minimal / That’s why in front of your eyes I'm invisible / But you gotta know small things also count (À côté de ses seins siliconés bon marché je passe inaperçue / C'est pourquoi à tes yeux je suis invisible / Mais tu dois savoir que les petites choses comptent aussi) », ce qu'un critique a commenté comme étant « une déclaration courageuse en ces jours où les jeunes adolescents recherchent les chairs charnues ». Durant le pont du morceau, Shakira rape les paroles et demande à son compagnon de mettre fin à ce triangle amoureux déclarant « Tango is not for three, was never meant to be. (Le Tango n'est pas pour trois, il n'a jamais été fait pour) ». 

## Critiques et réception
Alex Henderson de AllMusic a sélectionné le morceau comme étant un des meilleurs de Laundry Service et a commenté « Shakira a combiné avec succès la pop-rock avec [...] le tango dans Objection (Tango) ». Chuck Taylor de Billboard a publié une critique très positive, louant la performance vocale de Shakira, le couplet rap, et ce son accrocheur fait pour la radio précisant que la chanson était « parfaitement adaptée pour les jours chantant de l'été et ajoute de l'essence à ce gracieux talent que [Shakira] a enflammé ». Le critique compare Objection (Tango) à la chanson du chanteur portoricain Ricky Martin Livin' la vida loca et au travail du groupe de new wave américain The B-52's. Alexis Petridis du Guardian a utilisé Objection (Tango) comme exemple du style de production inhabituel de Shakira et est d'avis que le titre « sonne comme un bœuf de B-52's et d'un groupe jouant dans les réceptions de mariage ». Matt Cibula de PopMatters a complimenté l'écriture de Shakira et a comparé la chanson à « une fusée rock subtile mêlée de dramaturgie et dotée du sens de l'humour ». Le critique a également apprécié le pont de la chanson disant que « le break à moitié rap grondant à la fin est vraiment amusant ». Lisa Oliver de Yahoo! Music, cependant, a trouvé que le morceau représentait le côté désagréable de l'album.
Lors de la cérémonie des 18e International Dance Music Awards en 2003, Objection (Tango) a été nommée comme Meilleure Chanson Latino Dance mais a perdu au profit du titre Dance Dance (The Mexican) de la chanteuse mexicaine Thalía. Shakira et Lester Mendez ont néanmoins gagné un BMI Latin Award en 2003 pour la composition de la version espagnole du titre Te aviso, te anuncio (Tango). Te aviso, te anuncio (Tango) a également été nommé pour le prix de la meilleure chanson Rock aux Latin Grammy Awards de 2003 mais a perdu au profit de la chanson Mala Gente du colombien Juanes.

## Succès commercial
Bien qu'il n'ait pas été un succès commercial aussi important que les deux précédents singles issu de l'album, Whenever, Wherever et Underneath Your Clothes, Objection (Tango) a néanmoins été bien placé dans les classements de ventes.
En Belgique, c'est devenu le troisième hit consécutif de Shakira à être classé au top 10 en atteignant la 9e position du classement Ultratop 50 de Flandres et la 8e position au classement Ultratop 40 de Wallonie.
Objection (Tango) a débuté à la 31e place des ventes de singles en France jusqu'à atteindre la dixième place où il est resté durant deux semaines. Le titre a été classé pendant vingt-quatre semaines et a obtenu un disque d'or du Syndicat National de l'Édition Phonographique (SNEP) pour avoir été écoulé à plus de 250 000 copies dans l'hexagone,. En Hongrie le single a atteint la première place du classement national Rádiós Top 40. 
Le titre a moyennement marché aux États-Unis. Il est le dernier single issu de l'album Laundry Service à être rentré dans le classement Billboard Hot 100, où il a seulement atteint la 55e position. Il a également été classé respectivement en positions 21 et 25, des classements Top 40 Mainstream et Hot Dance Club Songs. La version espagnole du morceau Te aviso, te anuncio (Tango) a été classée dans le Hot Latin Songs Charts, atteignant la 16e position.
Elle a été mieux positionnée dans les classements Latin Pop Airplay et Latin Tropical/Salsa Airplay, atteignant respectivement les positions 7 et 10.

## Clip vidéo
Le clip d'Objection (Tango) a été réalisé par Dave Meyers , filme en mai 2002  et chorégraphie par Tina Landon. Il commence par une image de Shakira et son petit-ami dansant le tango argentin[réf. nécessaire] dans ce qui ressemble à un bar. Le tango s'accélère au rythme de la musique. Le petit-ami de Shakira la jette presque au sol et quitte le bar, la laissant seule danser. Elle finit par le suivre au volant d'une voiture jaune et se rend dans une boîte de nuit où elle le surprend avec une autre femme, jouée par l'actrice Hawaïenne Tabitha Taylor. La séquence suivante prend alors la tournure d'un dessin animé. Shakira saute au-dessus de la foule et se bat contre son petit-ami et sa maîtresse. Alors qu'elle lutte contre cette dernière, Shakira lui pince les deux seins qui dégonflent au même moment où l'on entend sur la bande son la phrase « Next to her cheap silicon I look minimal » (« À côté de ses seins, je parais toute petite »). Après que Shakira l'a battue, la séquence animée se termine et l'on comprend alors que la bagarre s'est uniquement déroulée dans l'esprit de Shakira. Quand elle tente de se battre vraiment contre son petit-ami et sa maîtresse, elle est très vite vaincue et est jetée contre une table en verre. Surgissent alors deux hommes habillés en super héros pour l'aider. Ils vainquent alors le petit ami et Shakira, la maîtresse. Les deux sont alors bâillonnés et jetés dans le coffre de la voiture jaune. Le clip se termine par une dernière scène où Shakira joue avec son groupe alors que les deux amants sont accrochés sur des disques tournant à grande vitesse. Les disques finissent par tourner si vite qu'ils s'envolent. Toute cette histoire est entrecoupée par des scènes de Shakira dansant seule dans le bar ou jouant le morceau avec son groupe.
Le clip est très largement inspiré des œuvres cinématographiques de Quentin Tarantino, en effet, la séquence du coffre rappelle très fortement celle du film Reservoir Dogs tandis que la chorégraphie du tango ressemble fortement à la célèbre danse de Uma Thurman et John Travolta dans le film Pulp Fiction.
Le clip a atteint la première place du classement Total Request Live aux États-Unis.

## Performances live et utilisation du morceau dans les médias
Le 29 août 2002, Shakira a interprété Objection (Tango) lors des MTV Video Music Awards à New York. À la place du tango, l'introduction de la chanson a été remplacée par un instrumental inspiré par la samba, un grand nombre de percussionnistes se trouvait d'ailleurs sur scène. Il s'agit en réalité de la version afropunk du titre jouée juste avant le rappel.
Cette même version a été celle choisie pour la setlist de la tournée mondiale The Tour Of The Mongoose. Corey Moss de MTV est d'avis qu'il s'agit de « la meilleure performance de danse du ventre de Shakira jusqu'à ce jour » et « qu'elle faisait hurler le public pour le rappel ». Steve Baltin de Rolling Stone Magazine a sélectionné cette performance de cette chanson comme un des meilleurs moments du spectacle, expliquant « que s'entourant de bongos durant Objection (Tango) [...] elle incarne tout le côté paillettes et glamour du rock'n'roll ». 
Lors de la cérémonie des Latin Grammy Awards de 2011, le duo Estopa a repris en live la chanson dans un style rumba dans le cadre de l'hommage fait à Shakira alors qu'elle recevait le prix Latin Recording Academy Person of the Year.
Dans le cadre de son partenariat mondial publicitaire avec l'entreprise PepsiCo pour promouvoir les sodas Pepsi, Shakira apparaît dans plusieurs publicités de la marque pour la campagne Ask For More. Dans un des spots de 2004, on y voit Shakira danser avec le vendeur d'une supérette dans le magasin même sur le son de Objection (Tango). 

## Singles et promos

### Singles
Europe single (EPC 673061 1)
1. Objection (Tango) - Radio Edit	3:29
2. Objection (Tango) - Album Version	3:42

### Maxi Singles
Europe CD Maxi (EPC 673061 2)
1. Objection (Tango) - Radio Edit	3:29
2. Objection (Tango) - Album Version	3:42
3. Objection (Tango) - Kupper's Deep Future Radio Edit 4:26
4. Te Aviso, Te Anuncio (Tango) - Gigidagostinopsicoremix 6:10
5. Objection (Tango) - Vidéo 3:42

 Brésil CD Maxi (2 900185)
1. Objection (Tango) - Album Version	3:42
2. Objection (Tango) - Kupper's Deep Future Mix 7:38
3. Objection (Tango) - Kupper's Future Acid Dub 7:46
4. Objection (Tango) - Kupper's Deep Future Radio Edit 4:26
5. Objection (Tango) - Jellybean's Funhouse Mix 7:55
6. Te Aviso, Te Anuncio (Tango) - Jellybean's Casa De Allegria Mix 7:55
7. Objection (Tango) - Jellybean's Funhouse Dub 7:00
8. Te Aviso, Te Anuncio (Tango) - Jellybean's Casa De Allegria Dub 7:00

 Pays-Bas CD Maxi (672971 2)
1. Objection (Tango) - Album Version	3:42
2. Underneath Your Clothes - Acoustic Version 3:56
3. Objection (Tango) - Kupper's Deep Future Radio Edit 4:26
4. Objection (Tango) - Jellybean Mix (English) 7:56

 Royaume-Uni CD Maxi 1 (673340 2)
1. Objection (Tango) - Album Version	3:42
2. Objection (Tango) - Jellybean's Funhouse Mix 7:55
3. Te Aviso, Te Anuncio (Tango) - Gigidagostinopsicoremix 6:10
4. Objection (Tango) - Vidéo 3:42

 Royaume-Uni CD Maxi 2 (673340 5)
1. Objection (Tango) - Album Version	3:42
2. Objection (Tango) - Kupper's Deep Future Radio Edit 4:26
3. Underneath Your Clothes - Thunderpuss Radio Mix 3:09

 Australie CD Maxi 1 (672971 2)
1. Objection (Tango) - Album Version	3:42
2. Underneath Your Clothes - Acoustic Version 3:56
3. Objection (Tango) - Kupper's Deep Future Radio Edit 4:26
4. Objection (Tango) - Jellybean Mix (English) 7:56

 Australie CD Maxi 2 (672971.5)
1. Te Aviso, Te Anuncio (Tango) - Album Version	3:42
2. Objection (Tango) - Album Version	3:42
3. Objection (Tango) - Jellybean Mix (Spanish) 7:56
4. Ciega, Sordomuda - MTV Unplugged Version

### Singles vinyles
Pays-Bas vinyle 33 tours (EPC 673061 6)
1. Objection (Tango) - Album Version 3:42
2. Objection (Tango) - Jellybean's Funhouse Mix 7:55
3. Te Aviso, Te Anuncio (Tango) - Gigidagostinopsicoremix 10:53

### Singles promotionnels
États-Unis promo (ESK 56904)
1. Objection (Tango) - Radio Edit 3:28
2. Objection (Tango) 3:42

 Royaume-Uni promo (XPCD2750)
1. Objection (Tango) - Radio Edit 3:28

 Europe promo (SAMPCS 11986 1)
1. Objection (Tango) - Album Version 3:42
2. Te Aviso, Te Anuncio (Tango) - Album Version 3:47

 Japon promo (EDCI-80016)
1. Objection (Tango) - Album Version 3:42
2. Song Introduction

 Mexique promo (PRCD 98537)
1. Te Aviso, Te Anuncio (Tango) - Album Version 3:47
2. Objection (Tango) - Album Version 3:42

 Espagne promo (SAMPCS 10995)
1. Te Aviso, Te Anuncio (Tango) - Album Version 3:47

### Vinyles promotionnels
États-Unis vinyle 33 tours promo (EAS 59184)
1. Objection (Tango) - Jellybean's Funhouse Mix 7:55
2. Objection (Tango) - Jellybean's Funhouse Dub 7:00
3. Te Aviso, Te Anuncio (Tango) - Jellybean's Casa De Alegria Mix 7:55
4. Te Aviso, Te Anuncio (Tango) - Jellybean's Casa De Alegria Dub 7:00

 États-Unis vinyle 33 tours promo (EAS 56904)
1. Objection (Tango) - Kupper's Deep Future Mix 7:38
2. Objection (Tango) - Kupper's Future Acid Dub 7:46
3. Objection (Tango) - Kupper's Deep Future Radio Edit 4:26

 États-Unis vinyle 33 tours promo (XPR 3627)
1. Objection (Tango) - Kupper's Deep Future Mix 7:38
2. Objection (Tango) - Jellybean's Funhouse Mix 7:55
3. Objection (Tango) - Kupper's Future Acid Dub 7:46

 Pays-Bas vinyle 33 tours promo (EAS 59184)
1. Objection (Tango) - Jellybean's Funhouse Mix 7:55
2. Objection (Tango) - Jellybean's Funhouse Dub 7:00
3. Te Aviso, Te Anuncio (Tango) - Jellybean's Casa De Alegria Mix 7:55
4. Te Aviso, Te Anuncio (Tango) - Jellybean's Casa De Alegria Dub 7:00

## Classements
| Classement                                        | Meilleure position |
| ------------------------------------------------- | ------------------ |
| Australie                                         | 2                  |
| Autriche                                          | 12                 |
| Belgique (Flandres)                               | 9                  |
| Belgique (Wallonie)                               | 8                  |
| Danemark                                          | 20                 |
| Pays-Bas                                          | 5                  |
| Finlande                                          | 10                 |
| France,                                           | 10                 |
| Allemagne                                         | 19                 |
| Hongrie                                           | 1                  |
| Irlande                                           | 12                 |
| Italie                                            | 6                  |
| Norvège                                           | 8                  |
| Pologne                                           | 6                  |
| Suède                                             | 7                  |
| Suisse                                            | 10                 |
| Royaume-Uni                                       | 17                 |
| États-Unis Billboard Hot 100                      | 55                 |
| États-Unis Billboard Hot Dance Club Songs         | 25                 |
| États-Unis Billboard Hot Latin Songs              | 16                 |
| États-Unis Billboard Latin Pop Airplay            | 7                  |
| États-Unis Billboard Latin Tropical/Salsa Airplay | 10                 |
| États-Unis Billboard Top 40 Mainstream            | 21                 |

| Pays             | Certification     | Ventes  |
| ---------------- | ----------------- | ------- |
| Australie (ARIA) | Disque de Platine | 70 000  |
| France (SNEP)    | Disque d'Or       | 250 000 |
| Norvège (IFPI)   | Disque d'Or       | 5 000   |